# ヨヴァン・ヴラルキン
ヨヴァン・ヴラルキン（Jovan Vlalukin, セルビア語: Јован Влалукин、1999年5月21日 - ）は、セルビアのサッカー選手。FK RFS所属。ポジションはディフェンダー。